# Matthias Mirtelj
Matthias Mirtelj (* 1. Juli 1962) ist ein deutscher ehemaliger Fußballspieler.

## Karriere
Mirtelj absolvierte für den SV Meppen in den Spielzeiten 1984/85 bis 1986/87, die der Club in der Oberliga Nord bestritt, der damals obersten Liga der Amateure, 96 Partien. Zudem spielte er einmal in der Pokal-Saison 1986/87. In den Spielzeiten 1987/88 und 1988/89 stand der Abwehrspieler zudem kumuliert für 12 Spiele in der 2. Fußball-Bundesliga auf dem Platz. Diese beiden Saisons beendete Mirtelj mit seinem Club auf dem 10. respektive 11. Platz der Abschlusstabelle.
Nach der Spielzeit 1989/90 wechselte Mirtelj zu Eintracht Nordhorn zurück in die Oberliga Nord, wo er noch einmal acht Spiele bestritt, dabei aber ohne Torerfolg blieb.

## Erfolge
- Meister der Oberliga Nord (3. Liga): 1987